# Sclerothorax
Sclerothorax hypselonotus
Famille
Genre
Espèce
Sclerothorax est un genre fossile d'amphibiens temnospondyles ayant vécu durant le Trias inférieur dans ce qui est aujourd'hui l'Allemagne. Une seule espèce est connue, Sclerothorax hypselonotus, décrit en 1932 par le paléontologue Friedrich von Huene à partir de fossiles découvert dans la région du Hesse. Il se distingue des autres temnospondyles par son crâne court et très large et les épines neurales allongées qui forment une crête le long de son dos. Sclerothorax est un membre basal des Capitosauria, un grand clade de temnospondyles qui a vécu tout au long du Trias.

## Découverte et fossiles
Deux spécimens fossiles de Sclerothorax ont été découverts dans l’État allemand de Hesse dans les années 1920. Le paléontologue Friedrich von Huene étudie par la suite les restes et a nomme le nouveau genre et l'espèce Sclerothorax hypselonotus en 1932. Le spécimen holotype n'a conservé que la colonne vertébrale, mais était identifiable comme un temnospondyle par ses vertèbres rhachitomeuses et comme une nouvelle espèce par ses hautes épines neurales. Le deuxième spécimen de Huene comprenait un crâne complet, une ceinture pectorale et une partie arrière de la colonne vertébrale dorsale. Cependant, il n'était pas évident que le spécimen appartenait à la même espèce que le premier jusqu'à ce que Huene expose davantage de vertèbres écrasées et découvre qu'elles étaient similaires à celles du premier spécimen,.
Un troisième spécimen de Sclerothorax a été découvert en 1967 qui conserve la colonne vertébrale et la mâchoire inférieure. Il a été décrit en 2004 par Michael Fastnacht, qui a également rapporté que le spécimen avait une empreinte du palais. Le palais semble long et étroit comme celui d'un autre temnospondyle allemand appelé Trematosaurus. Fastnacht a donc conclu que les deux spécimens de Huene appartenaient à des espèces différentes, le premier spécimen à épines hautes faisant référence à Sclerothorax. Cependant, trois autres spécimens ont été découverts dans les collections des musées allemands avec des crânes presque complets attachés aux colonnes vertébrales. Ces spécimens ont de larges têtes, ce qui prouve que le deuxième spécimen de Huene appartient également à Sclerothorax.

## Description

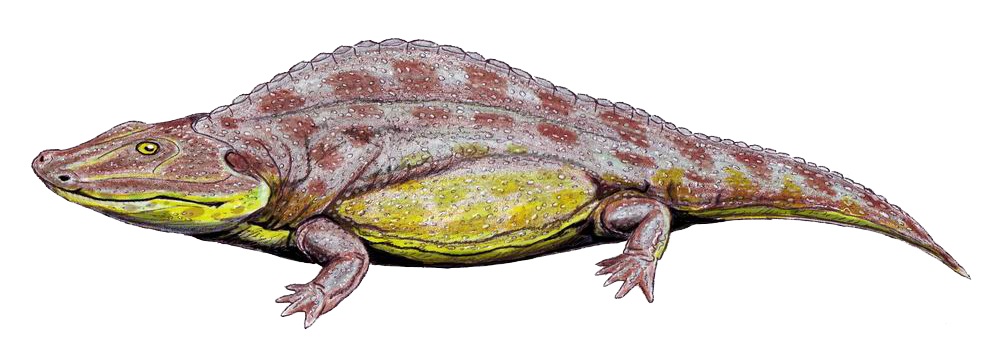
Restiution de Sclerothorax par le paléoartiste Dimitri Bogdanov.

Parmi les caractéristiques les plus remarquables du Sclerothorax figurent ses épines neurales allongées. Les épines neurales sont les plus hautes à l'avant de la colonne vertébrale. Sclerothorax a également une très grande ceinture pectorale et l'os interclaviculaire est plus long que le crâne, ce qui signifie que le Sclerothorax a l'interclavicule proportionnellement le plus grand de tous les temnospondyles connus. Le corps de Sclerothorax est recouvert d'osselets osseux ressemblant à de petites écailles qui auraient été incrustés dans le derme. Le crâne de Sclerothorax est court, large et de forme à peu près rectangulaire. Le museau est plus large que la région des joues. Les os le long de la ligne médiane du toit crânien sont également très larges par rapport à celles des autres temnospondyles.

## Classification
Huene a initialement classé Sclerothorax dans la famille des Actinodontidae comme un proche parent de Sclerocephalus, un autre genre de temnospondyle d'Allemagne qui a un crâne tout aussi large. Cette classification le place comme un proche parent d'un groupe temnospondyle majeur appelé Stereospondyli, caractérisé par des parties centrales des vertèbres qui sont principalement formés par des os appelés intercentra (les temnospondyles non stéréospondyles ont un os supplémentaire appelé pleurocentrum, qui forme une partie importante de chaque vertèbre). Les chercheurs pensait que les vertèbres inhabituelles de Sclerothorax le séparaient des stéréospondyles, mais en 2000, il a été réinterprété en tant que membre provisoire du groupe. Une analyse phylogénétique publiée en 2007 a placé le Sclerothorax comme un stéréospondyle dérivé dans un clade appelé Capitosauria.

### Publication originale
- (de) Friedrich von Huene, « Ein neuartiger Stegocephalen−Fund aus dem oberhes−sischen Buntsandstein », Paläontologische Zeitschrift, vol. 14,‎ 1932, p. 200–229